# Cortinari gros
El cortinari gros (Cortinarius praestans, en llatí cortinarius significa "que porta cortina" i praestans vol dir "remarcable, eminent, alt") és un bolet de color llampant i de mida grossa, que no passa desapercebut.

## Morfologia
És un bolet que, de jove, duu una cortina de fils fins, un entreteixit cotonós, que va des del marge del barret fins al peu. El marge del barret resta agafat al peu fins que el bolet no ha crescut prou i quan el barret s'obre i s'estén, la cortina s'esquinça: una part resta adherida al marge, mentre que la resta ho fa al peu, on es fa més visible quan maduren les espores, que són de color ferruginós, i que quan es desprenen de les làmines, queden atrapades entre els fils de la cortina.
Té un barret carnós, esfèric de jove, que pot arribar a fer més d'un pam, d'un bell color vinós violaci, viscós en temps humit, sostingut per un peu robust i alt, eixamplat a la part de sota, que pot aixecar vint o vint-i-cinc cm.
Les làmines són blanques al principi, però a mesura que maduren les espores prenen tonalitats brunes i de rovell.
La seua carn és blanca, d'olor suau de fruites.

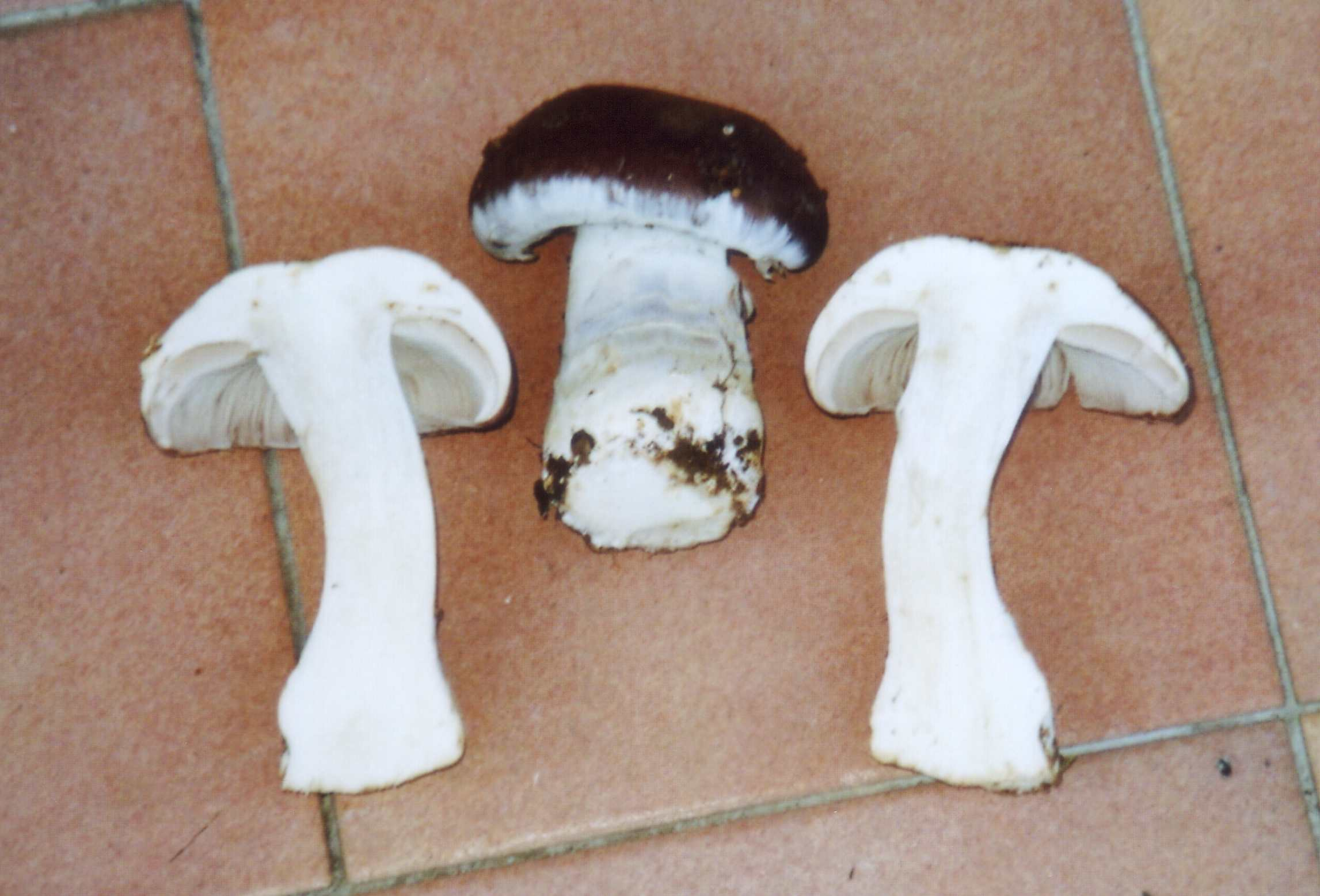
Cortinaris grossos seccionats.

## Hàbitat
És un bolet de tardor que viu, preferentment, a les fagedes, sobre terrenys calcaris.

## Comestibilitat
És l'únic cortinari comestible d'una certa qualitat, per bé que convé menjar-se'l jove.
No és aconsellable recol·lectar cortinaris, entre els quals a penes n'hi ha cap de comestible i sí, en canvi, bastants de metzinosos, fins i tot el cortinari de muntanya (Cortinarius orellanus), mortal.